# 大威徳明王

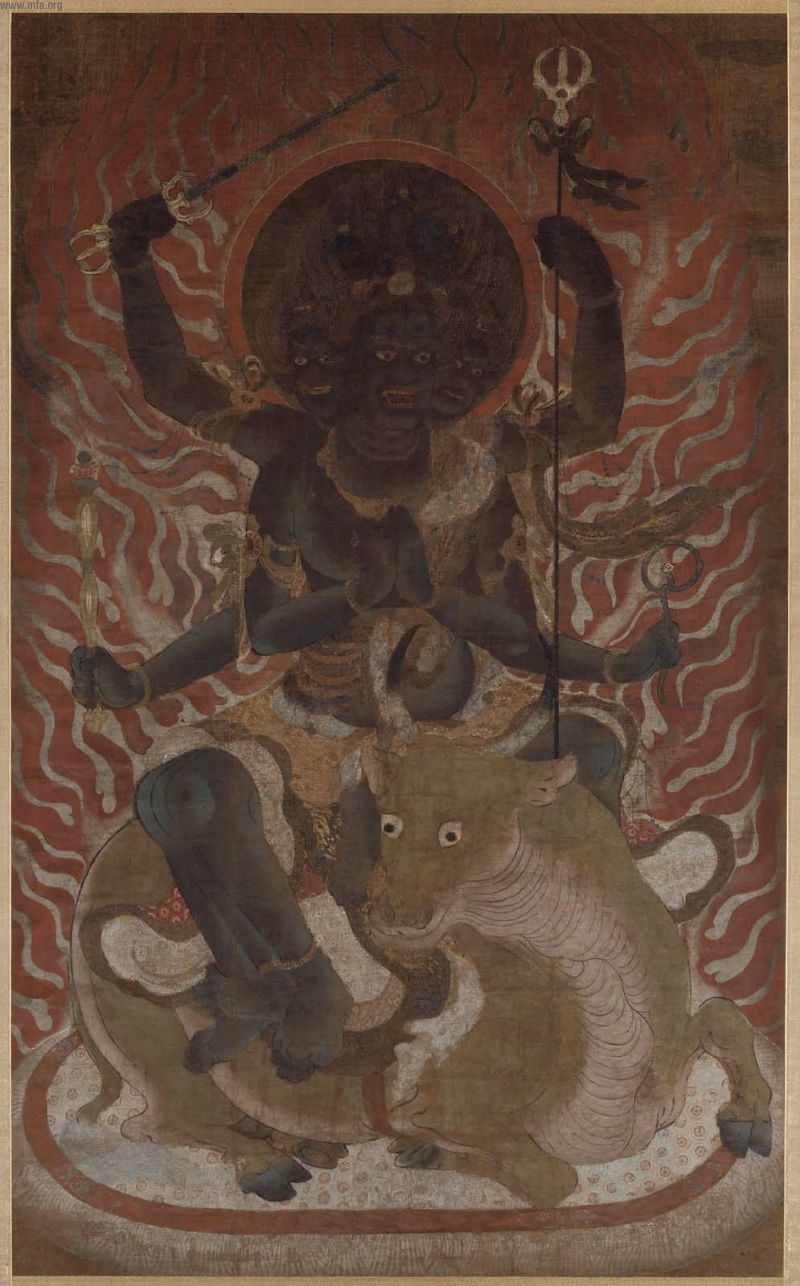
大威徳明王像（平安時代、ボストン美術館蔵）

大威徳明王（だいいとくみょうおう）、梵名ヤマーンタカ（यमान्तक [yamāntaka]）は、仏教の信仰対象であり、密教特有の尊格である明王の一尊。五大明王のなかで西方の守護者とされる。

## 概説

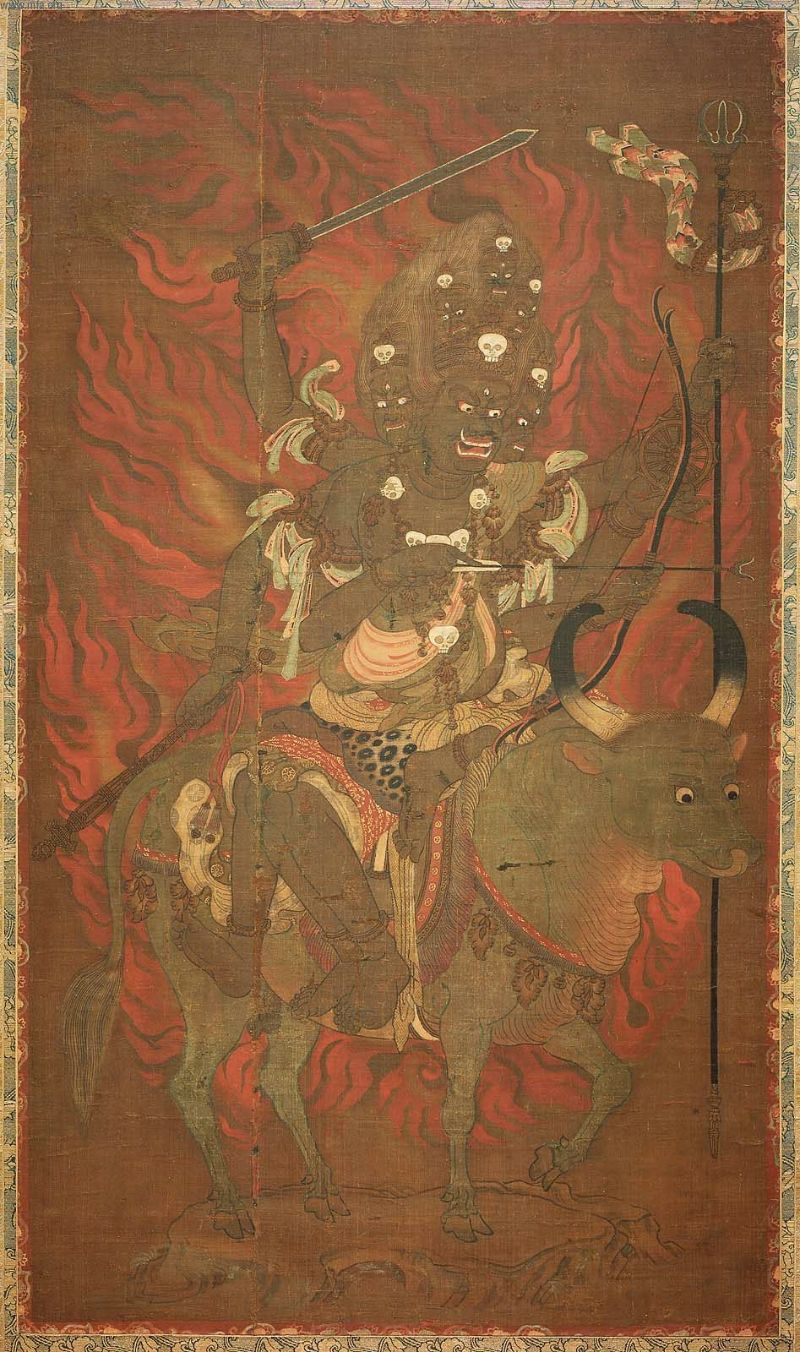
大威徳明王像（13世紀、ボストン美術館所蔵）

梵名のヤマーンタカとは『死神ヤマをも降す者』の意味で、降閻魔尊ともよばれる。またヴァジュラバイラヴァ（vajrabhairava 、金剛怖畏）、ヤマーリ（yamāri 『死神ヤマの敵』）、マヒシャサンヴァラ （mahiṣasaṃvara 『水牛を押し止める者』）ともいう。
このヴァジュラバイラヴァのバイラヴァとは、インド神話の主神の一柱であるシヴァ神の最も強暴な面「バイラヴァ」のことである。また、マヒシャサンヴァラのマヒシャとは、インド神話で女神ドゥルガーと戦った水牛の姿のアスラ神族の王のことである。
チベット語では、シンジェ・シェー（gshin rje gshed）、ドルジェ・ジクチェー（rdo rje 'jigs byed、金剛怖畏）という。
三昧耶形は宝棒（仏敵を打ち据える護法の棍棒）。種字はキリーク (hrīḥ)。
三輪身説によれば、大威徳明王は阿弥陀如来（自性輪身）、文殊菩薩（正法輪身）に対応する教令輪身で、阿弥陀・文殊が人々を教え導くために敢えて恐ろしげな姿をとったものとされる。
日本では、大威徳明王は六面六臂六脚で、神の使いである水牛にまたがっている姿（右足また左足を懸けている。獄門に懸けるの意）で表現されるのが一般的である。特に日本では脚が多数ある仏尊は他にほとんど無く、大威徳明王の際立った特徴となっている。檀荼印を結ぶ。
6つの顔は六道（地獄界、餓鬼界、畜生界、修羅界、人間界、天上界）をくまなく見渡す役目を表現したもので、6つの腕は矛や長剣等の武器を把持してすべての仏法（仏典）を守護し、6本の足は六波羅蜜（布施、持戒、忍辱、精進、禅定、智慧）を怠らず歩み続ける決意を表していると言われる。
歓喜天、青龍など邪悪な存在を降伏する破邪の存在。
また、菅原道真の御霊（ごりょう）に「日本太政威徳天」の神号が追贈されているが、これは御霊の威力を大威徳明王に習合させたものであるという。

## チベット密教におけるヤマーンタカ
チベット密教最大宗派であるゲルク派では、他の三宗派と異なり「無上瑜伽タントラ」の主要な五タントラの一つとして『ヴァジュラバイラヴァ』のテキストを取り上げている。ヤマーンタカは、その重要な本尊と位置づけられている。また、宗派の依経となる『グヒヤサマージャ』の行法では、守護輪の十忿怒明王の筆頭がヤマーンタカとなっている。さらに、ニンマ派の「マハーヨーガ」成就部に属する『サーダナの八教説』(sgrub pa bka' brgyad)では、「出世間の五部」の尊挌にあげられている。
ヤマーンタカを主尊とする行法には三種類あり、それぞれクリシュナ・ヤマーリ（青黒ヤマーリ）、ラクタ・ヤマーリ（赤ヤマーリ）、ヴァジュラバイラヴァ（金剛バイラヴァ）である。その中でも特にヴァジュラバイラヴァは、ゲルク派において、宗祖ツォンカパ大師の守護尊（イダム）であるために、宗派の三大本尊の一つとして極めて重視されている。

### 成立史
ヤマーンタカの行法を伝える三タントラ、すなわち『クリシュナヤマーリ・タントラ』と『ラクタヤマーリ・タントラ』、『マハーヴァジュラバイラヴァ・タントラ』の成立過程はいまだ解明されていない。ただし、高野山大学教授で仏教文化史研究の奥山直司によれば、この経典の成立年代は、ラリタヴァジュラが『マハーヴァジュラバイラヴァ・タントラ』の事実上の著者とされていることと、ドルジェタクに伝えられた年代（12世紀初頭前後）を勘案し、逆算すると、おおよそ10世紀ごろだったのではないかとしている。また奥山は、プトゥンの『聴聞録』に三タントラの相承系譜が別々に記されていることから、これらのテキストは異なったルートでインドからチベットへともたらされたようであると説明している。

### 姿形
チベットでは、ヤマーンタカ（大威徳明王）を前身とし様々な尊格へと発展していった。それが、最終的に同一存在として統合された。

#### ヤマーンタカ＝ヴァジュラバイラヴァ

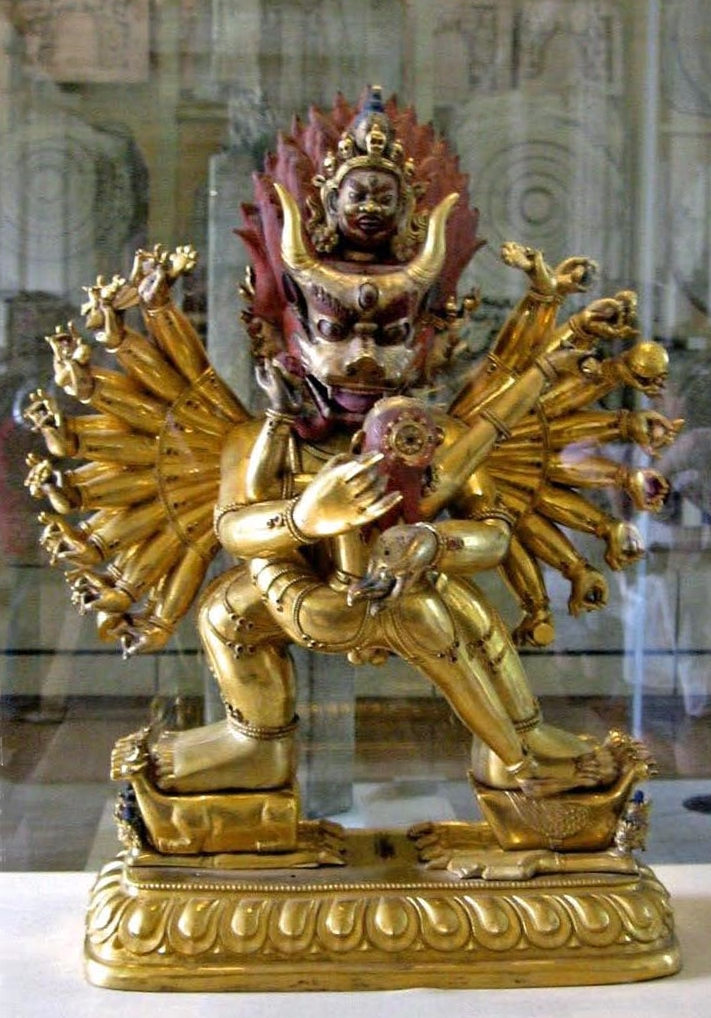
ヤマーンタカ。大英博物館所蔵

ヤマーンタカ、ヴァジュラバイラヴァは、おもに、青黒肌で水牛の忿怒相を中心とする九面、三十四臂、十六足の多面多臂多脚で、手にカルトリ刀、頭蓋骨杯、梵天の首、串刺しの人間を持つ淫欲相の悍ましい姿であらわされる。また、妃ヴァジュラヴェーターリーを抱くヤブユム尊もある。敵対者の呪殺や、寿命の延長など様々な分野で非常に強力な霊験があるという。なお、通常夜叉明王は仏教に帰依した際は角が取れているのだが、ヤマーンタカは水牛の角がそのまま残されている。

##### 説話
チベット仏教の伝説では、悪鬼と化した修行僧を折伏するために文殊菩薩が変化したとも言われる。これによると昔、ある修行僧が悟りを開く直前に盗賊達に襲われ、共にいた水牛ともども首を刎ねられて殺された。 悟りの境地に至る直前にその望みを絶たれた修行僧の怒りは凄まじく、そばに落ちていた水牛の首を拾って自分の胴体に繋げ、盗賊達を皆殺しにした。彼はそれだけでは飽き足らず、ついに関係のない人々をも無差別に殺す悪鬼・死神に成り果ててしまった。これに困った人々は文殊菩薩に助けを求めた。そこで文殊菩薩はその悪鬼と同じような牛面で、しかも悪鬼以上の武器をもった姿に変化して戦い、ついに悪鬼を倒した。この姿が大威徳明王（ヤマーンタカ）なのだという。

#### クリシュナ・ヤマーリ
『サーダナ・マーラー』（梵: sādhanamālā）によれば、肌は青黒く、一面二臂、三面四臂、三面六臂、六面六臂でヤマを踏みつけている憤怒尊。水牛に乗る。三面六臂のときのみヤブユムで、水牛に乗らない。六面六臂の姿は、日本の大威徳明王像に近い。調伏法で敵を呪殺するのに霊験があるという。

#### ラクタ・ヤマーリ
『サーダナ・マーラー』によれば、肌は赤く、一面二臂の憤怒尊。ヤブユム。阿閦の化仏の冠をかぶり、水牛に乗る。敬愛法で異性を引きつける霊験があるという。

## 著名な大威徳明王像
絵画
- 東寺（五大尊のうち、平安時代）
- 醍醐寺（五大尊のうち、鎌倉時代）
- 来振寺（五大尊のうち、平安時代）

彫像
- 東寺（五大明王のうち、平安時代）
- 真木大堂（平安時代、国内最大）
- 石馬寺（平安時代）
- 醍醐寺（五大明王のうち、平安時代）
- 称名寺光明院（運慶作、鎌倉時代）[8]

## 真言
- 「オン・シュチリ・キャラロハ・ウン・ケン・ソワカ」[9](oṃ ṣṭrīḥ kāla-rūpa hūṃ khaṃ svāhā[9])など。

## ギャラリー

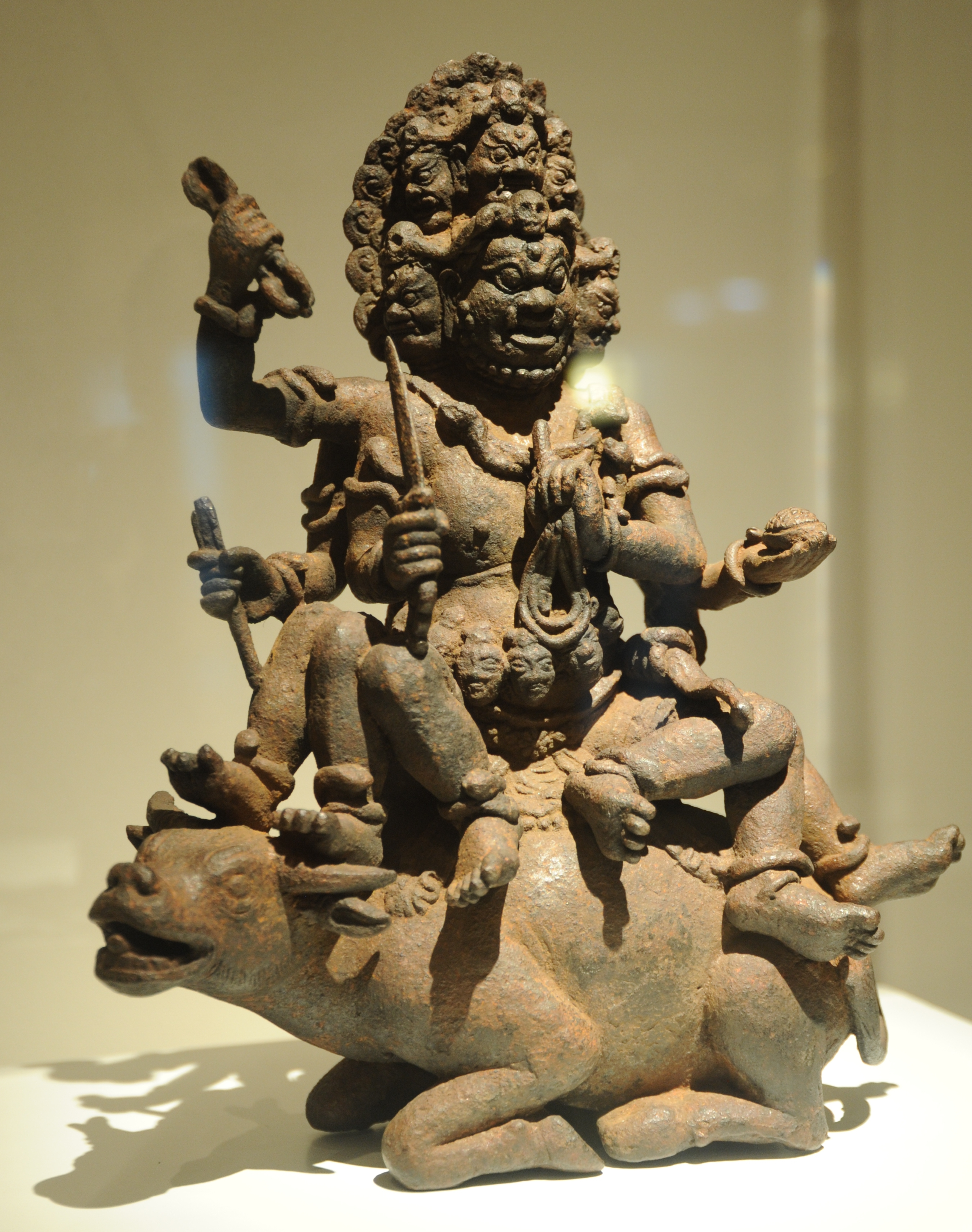
水牛に乗るヤマーンタカ像　12世紀　雲南地方　シカゴ美術館蔵
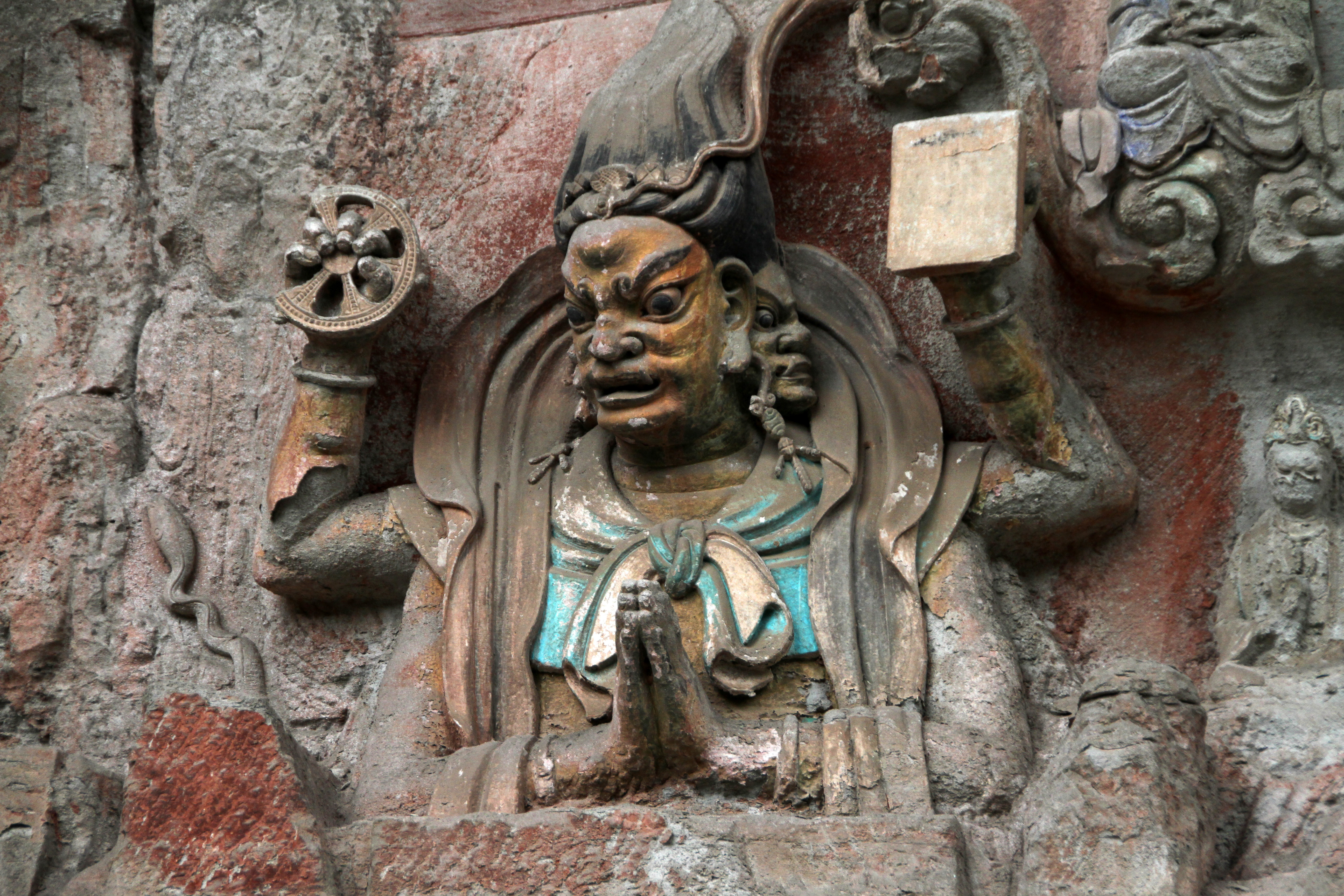
宝頂山磨崖石刻（中国語版、英語版）　13世紀頃　四川省
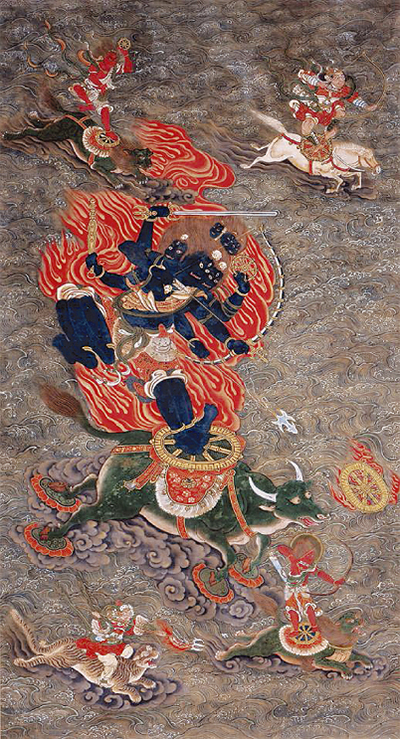
絹本著色大威徳明王像　鎌倉時代後期　逗子市神武寺蔵
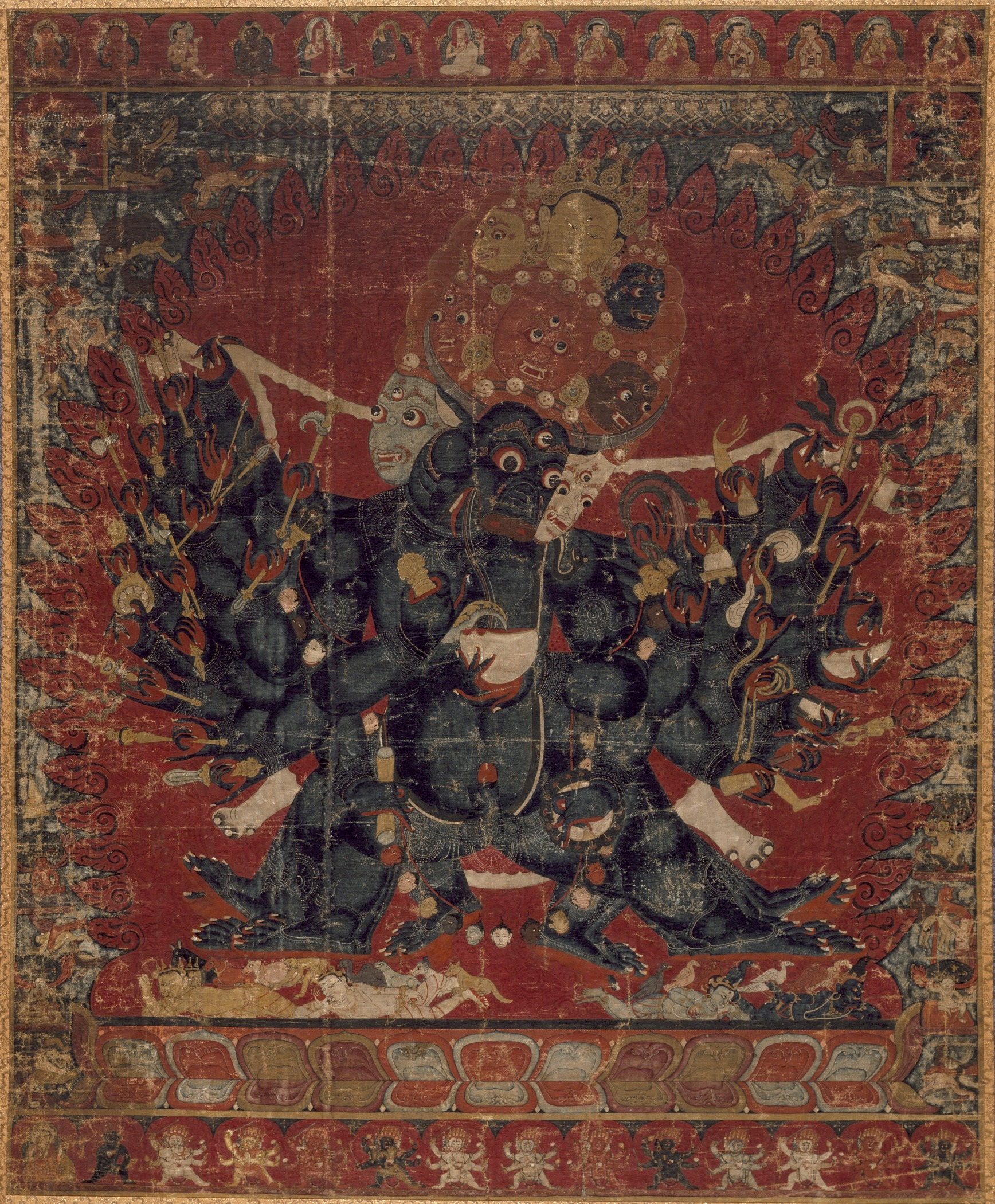
ヤマーンタカ・ヴァジュラバイラヴァ　15世紀中葉　中央チベット、ツァン地方　ロサンゼルス・カウンティ美術館蔵
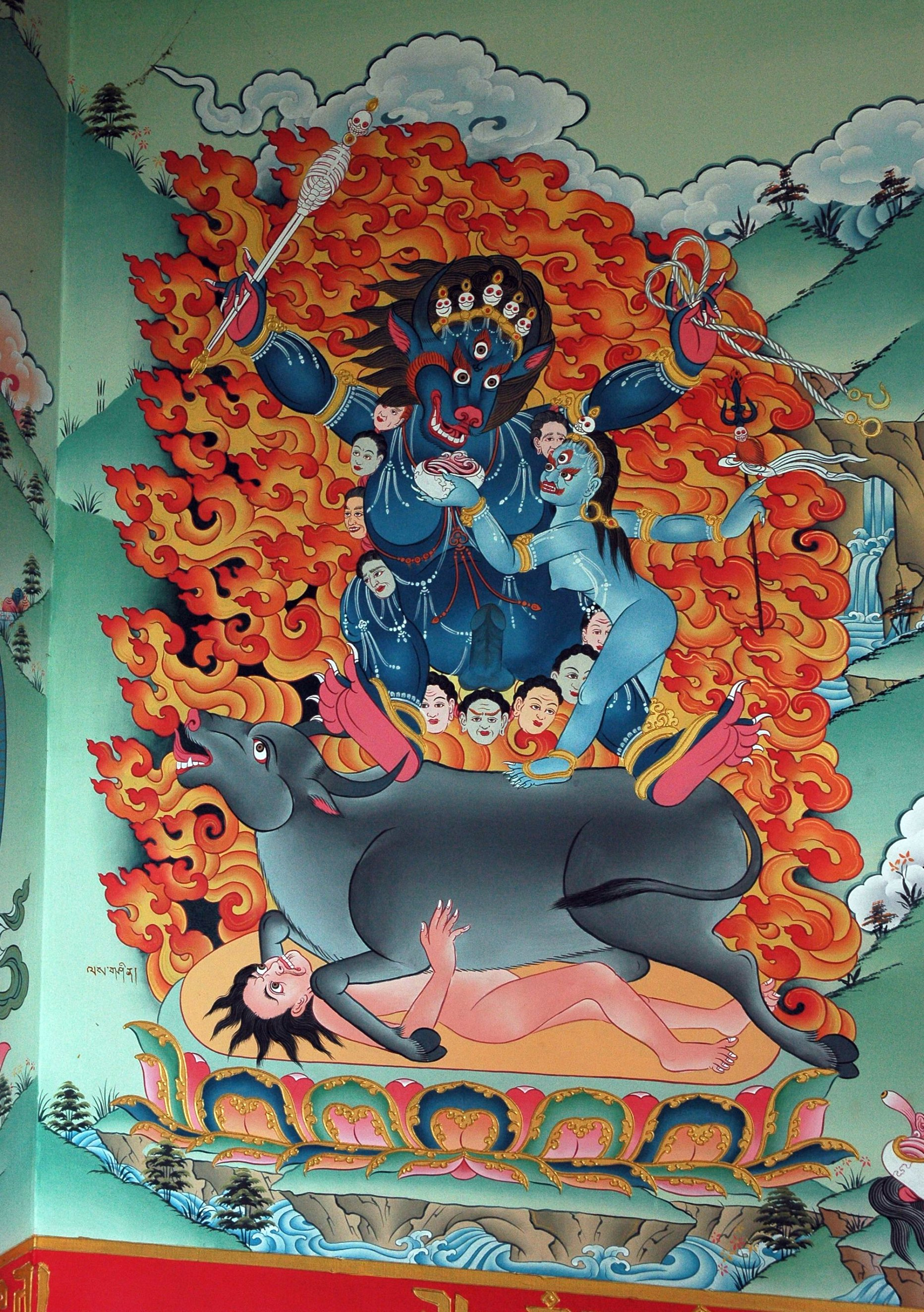
ヤマーンタカ　ファルピン（英語版）、ネパール
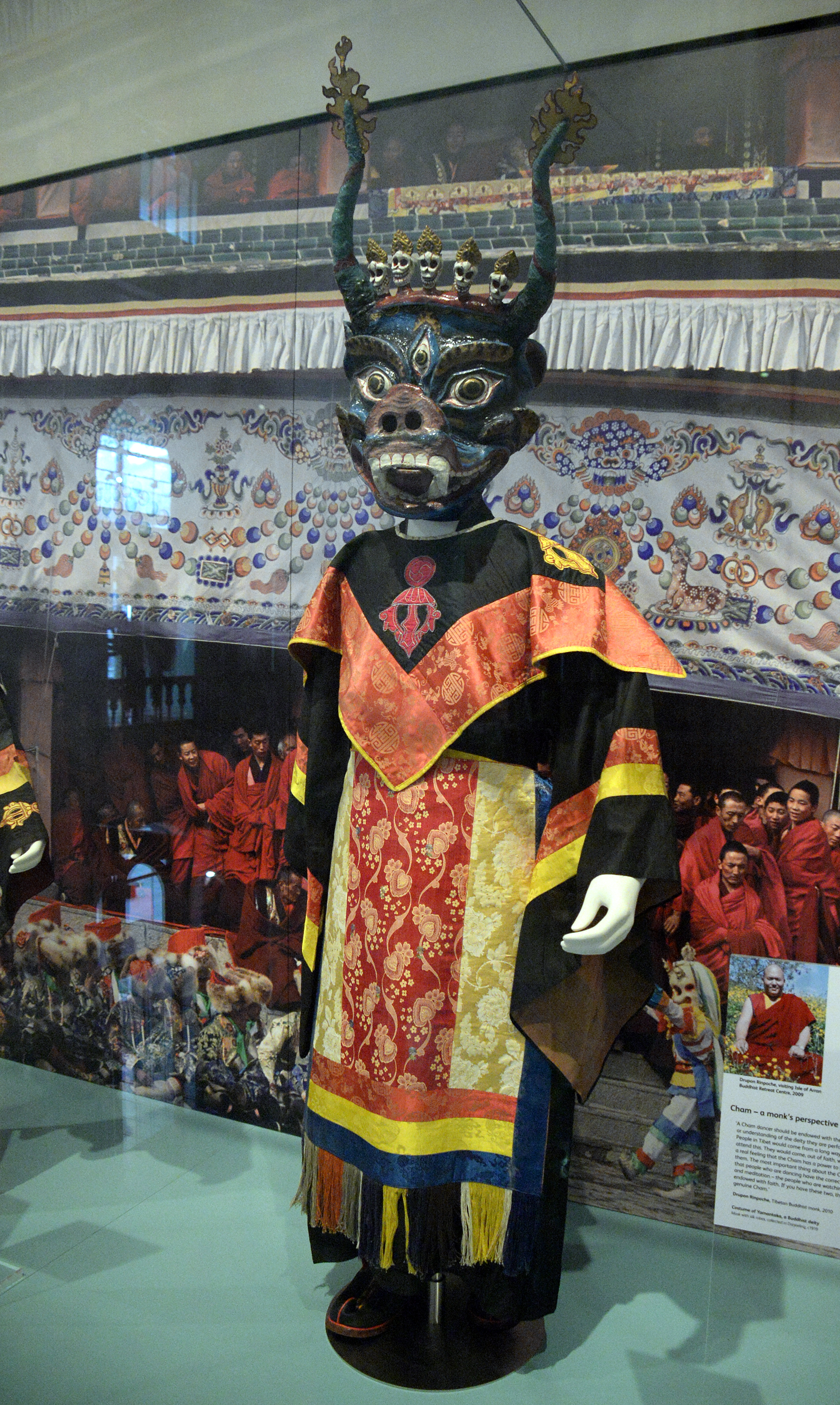
チャム（仮面舞踏）のマスク　19世紀末から20世紀初頭　スコットランド国立博物館蔵
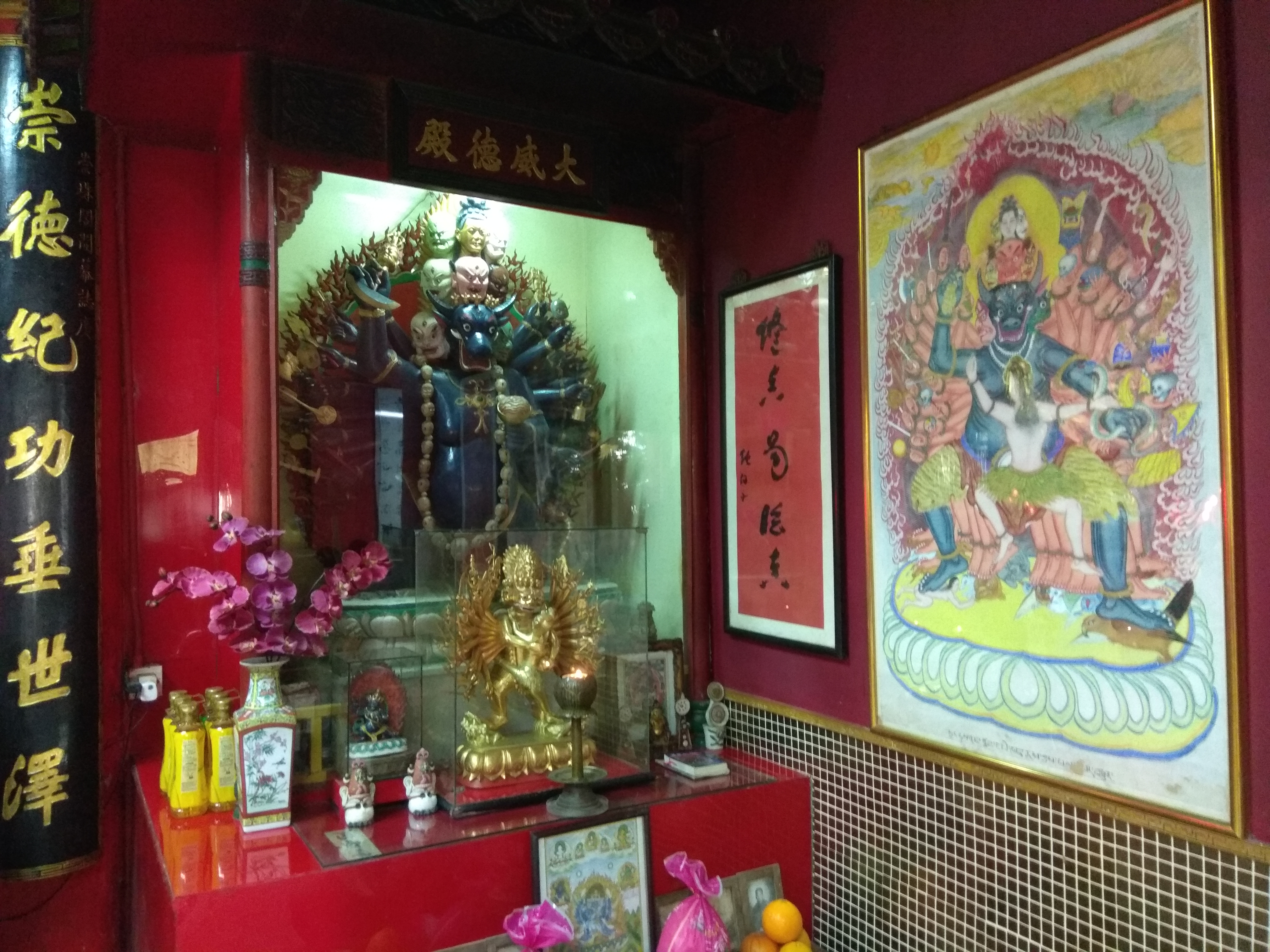
香港北角、崇珠閣